# (4781) Sládkovič
(4781) Sládkovič ist ein Asteroid des Hauptgürtels, der am 17. Dezember 1984 von der tschechischen Astronomin Zdeňka Vávrová am Kleť-Observatorium (IAU-Code 046) in der Nähe der Stadt Český Krumlov in Südböhmen entdeckt wurde.
Der Asteroid wurde nach dem slowakischen Pastor und Schriftsteller Andrej Sládkovič (1820–1872) benannt, der einer der Gründer der Matica slovenská war.